# Salik
Salik (arabisch سالك, DMG Sālik ‚passierbar‘) ist der Name des automatisierten Maut-Systems in Dubai, Vereinigte Arabische Emirate. Es wurde am 1. Juli 2007 von der Dubai Roads and Transport Authority (RTA) eingeführt und wird von ihr betrieben. Hintergrund war der immer dichter werdende Kraftfahrzeugverkehr, dem man hiermit entgegenwirken wollte.

## Salik-Aufkleber

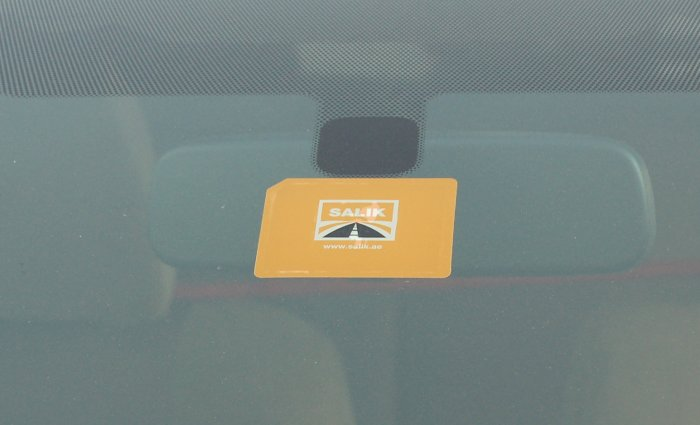
Salik-Aufkleber auf einer Windschutzscheibe

Jedes Fahrzeug, das die mautpflichtigen Straßen und Brücken passiert, benötigt einen Salik-Aufkleber mit einem Guthaben auf der Windschutzscheibe. Dieser Aufkleber ist zu einem Preis von 100 AED von einem der zahlreichen Vertriebspartner der RTA zu erwerben. 50 AED fallen für den Aufkleber selbst an und die übrigen 50 sind als erstes Guthaben inkludiert.
Über Mautportale werden die Fahrzeuge automatisch erfasst und die Maut (4 AED pro Durchfahrt) elektronisch abgebucht. Bis 2013 wurden pro Tag maximal 24 AED abgebucht, auch wenn die Portale mehr als sechsmal durchfahren wurden. Dieses Tageslimit wurde allerdings mit 15. Juli 2013 aufgehoben. Somit muss nun für jede Durchfahrt Maut bezahlt werden, unabhängig von der Anzahl der Fahrten pro Tag. Per SMS werden die Fahrzeughalter informiert, wenn ihr Salik-Guthaben einen bestimmten Wert unterschreitet. Dieses kann dann durch unterschiedliche Zahlungsmethoden wieder aufgeladen werden.

## Mautportale

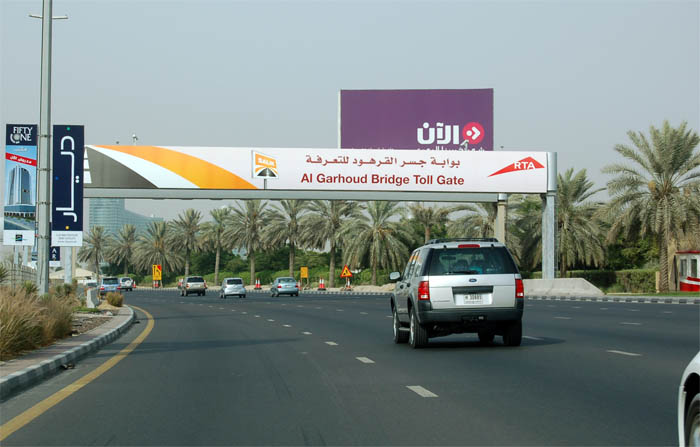
Mautportal auf der Al Garhoud Bridge

Ursprünglich gab es zwei Mautportale: eines auf der Al Garhoud Bridge (Al Garhoud Bridge Toll Gate) und das zweite auf der Sheikh Zayed Road, nahe der Mall of the Emirates (Al Barsha Toll Gate). Am 9. September 2008 wurden jedoch zwei weitere Portale installiert: Weiter stadteinwärts auf der Sheikh Zayed Road, nahe dem Safa Park (Al Safa Toll Gate) und auf der Al Maktoum Bridge (Al Maktoum Bridge Toll Gate).
Je nach Route kann man also bei einer Fahrt bis zu drei Mautportale durchfahren. In Richtung Norden (Flughafen Dubai, Daira, Schardscha etc.) wären dies:
1. Al Barsha Toll Gate
2. Al Safa Toll Gate
3. je nachdem welche Brücke man überquert: Al Garhoud Bridge Toll Gate oder Al Maktoum Bridge Toll Gate

In Richtung Süden (Dschabal Ali) wäre die Reihenfolge genau umgekehrt. Unabhängig von der Richtung würden aber bei einer solchen Fahrt nur 2 Durchfahrten verrechnet werden. Al Barsha Toll Gate und Al Safa Toll Gate sind nämlich so zusammengeschaltet, dass im Rahmen einer Fahrt für beide Durchfahrten nur einmal bezahlt werden muss. Kommt es aber bei der Fahrt zwischen diesen beiden Portalen zu einer längeren Unterbrechung, zahlt man für beide Durchfahrten.
Mautfreie Alternativrouten, die teilweise wesentlich länger sind: Business Bay Crossing, Floating Bridge (nahe der Al Maktoum Bridge), Al Khail Road und Sheikh Mohammed bin Zayed Road.
Während der nächtlichen Schließung der Floating Bridge ist die Fahrt über die Al Maktoum Bridge kostenlos.

## Erweiterung des Maut-Systems
Die RTA arbeitet derzeit an der Installation von weiteren Mautportalen an zwei neuralgischen Punkten:
1. Al Mamzar Bridge
2. Airport Tunnel

Diese wurden am 15. April 2013 aktiviert und sollen laut RTA die Verkehrssituation auf der Route von Schardscha und den anderen nördlichen Emiraten nach Dubai verbessern.

## Technologie

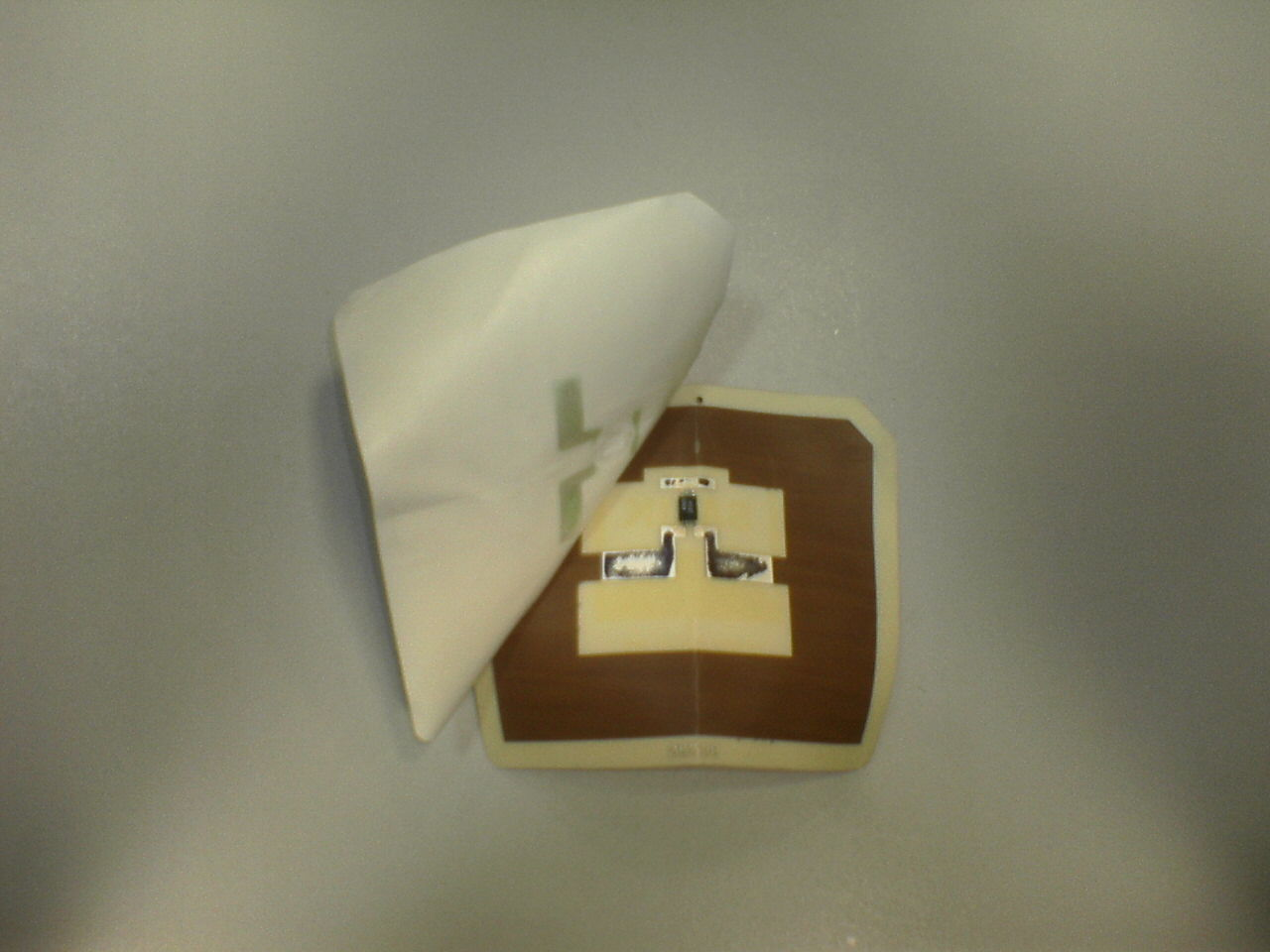
Salik-Aufkleber von innen – RFID-Chip ist in der Mitte

Der Salik-Aufkleber enthält einen passiven RFID-Chip, der bei der Fahrt durch das Mautportal ausgelesen wird. Die Versorgung erfolgt durch Funksignale des Abfragegeräts im Mautportal, wodurch keine Batterie im Aufkleber selbst notwendig ist.

## Kritik
Vor allem in der Anfangsphase des Salik-Projekts gab es größere Probleme. Die Ausweichrouten waren völlig überlastet, was zu stundenlangen Staus in der Umgebung der Sheikh Zayed Road führte. Auch die SMS-Benachrichtigungen funktionierten zu Beginn noch nicht richtig.
Der wohl größte Kritikpunkt ist, dass ein Salik-Aufkleber dem Auto (genauer gesagt der Windschutzscheibe) und nicht dem Fahrer zugeordnet ist. Bei einem Fahrzeugwechsel oder einem Scheibenbruch muss also ein neuer Aufkleber gekauft werden. Fahrzeuge aus anderen Emiraten oder dem Ausland, die nach Dubai fahren, müssen einen Salik-Aufkleber erwerben. Dies gilt auch dann, wenn sie nur einmal im Jahr oder noch seltener in die Stadt kommen. Solange der Aufkleber nicht von der Windschutzscheibe entfernt wird, bleibt das Guthaben auch langfristig erhalten.
Bei Taxifahrten durch die Mautportale wurde die entsprechende Gebühr auf den Fahrpreis aufgeschlagen. Nach heftiger Kritik an dieser Verteuerung wurden Taxis vom 2. Dezember 2008 bis zum 15. Januar 2013 von Salik-Gebühren befreit, danach wurde die Gebühr für Taxifahrten wieder eingeführt.